# Apócope
Apócope é um dos metaplasmos por queda ou supressão de fonemas a que as palavras podem estar sujeitas à medida que uma dada língua evolui. Neste caso, a palavra pode perder um ou mais fonemas no final.

## Exemplos

### Em Castelhano
Apócope
Grupo 1→ substantivo masculino singular (S.M.S)
uno > un; bueno > buen; ningúno > ningun 
primero > primer; malo > mal; algúno > algún;
tercero > tercer.
xxxx
Ex.: ?Tiene algún *diñero? *(S.M.S)
No, no tengo ningun
Él es un buen *alumno
Grupo 2→ substantivo masculino ou feminino singular ou plural (S.m/f.s/p)
grande > gran
ciento > cien
cualquiera > cualquier
Ex.: tengo un grande *amigo *(S.M.S)
tengo una grande *amiga *(S.F.S)
hay cien *hombres aquí *(S.m.p)
hay *ciento diez mujeres aquí *(numeral)
cualquiera *hace éso *(verbo) / cualquier *persona *(S.F.S)
Grupo 3→ adjetivo/ advérbio
tanto > tan
cuanto > cuan

### Em Italiano
Formas fixas
forma antiga x forma moderna
cittade > città
libertade > libertà
virtute > virtù
Com apóstrofe
poco > po'
modo > mo'
stai > sta'
bene > be'
Queda de vogal ou sílaba final (palavras mais comuns)
uno, buono > un buon uomo
quale, tale > tal e qual suo padre
quello, bello > quel bel ragazzo
grande, santo > un gran spavento; San Giovanni
Infinitivos verbais
lasciare, andare > lasciar andar via

### Em Português
ad (latim) > a (português)
amare (latim) > amar (português)
et (latim) > e (português)
male (latim) > mal (português)
mare (latim) > mar (português)
quanto > quão > Quão belo é o mar!
tanto > tão > isso é tão interessante
grande > grão, grã > Grão-Duque, Grão-Pará, Grã-Bretanha
Martinho (versão original, em português, do nome latino Martinus) > Martim ou Martin
Santo > São > São Paulo, São João, São José, São Pedro
belo > bel > bel-prazer
cento > cem > cem pessoas
muito > mui> mui bela
recente, recentemente > recém > recém-nascido, recém-chegado, recém-nomeado, recém-falecido, recém-publicado, recém-fabricado
cinematógrafo > cinema > cine
fotografia > foto
motocicleta > moto
microcomputador > micro > pc (acrônimo para a descrição inglesa desta categoria de artefatos, "personal computer" -- transliterado como "computador pessoal")
metropolitano > metrô
pneumático > pneu
radiodifusão, radiofonia, radiograma > rádio
extraordinário, extrafino > extra
neurose, neurótico > neura
delegado > delega